# Maleševci (Republika Serbska)
Maleševci (cyr. Малешевци) – wieś w Bośni i Hercegowinie, w Republice Serbskiej, w gminie Ugljevik. W 2013 roku liczyła 404 mieszkańców.